# Courier and Enquirer
Le Courier and Enquirer, dont le titre exact était « The Morning Courier and New-York Enquirer », était un quotidien créé et dirigé par James Watson Webb, publié à New York de juin 1829 à juin 1861, date à laquelle il est fusionné avec le New York World.
D'abord proche des démocrates, il fut ensuite très lié au Parti Whig. Le quotidien de James Watson Webb était  surtout très lu pour sa couverture au plus près de l'actualité du port de New York et des évènements au Congrès des États-Unis

## Histoire
The Courier and Enquirer est né de la fusion en 1829 du New York Morning Courier, créé en 1827 par James Watson Webb et du New-York Enquirer de Mordecai Noah's, racheté en 1829 par le même James Watson Webb.

### Les scoop d'Andrew Jackson
Le journal est alors un partisan du nouveau président américain Andrew Jackson et embauche le jeune journaliste James Gordon Bennett senior, qui devient rédacteur en chef et associé. 
Apprécié des milieux d'affaires new-yorkais, il se fait connaître pour sa capacité à publier des nouvelles fraîches venues du port de New York, les premières en provenance de l'Europe.
Puis ce sont des informations exclusives du congrès installé à Philadelphie puis à Washington, via un système de Pony Express. En 1830, le Courier and Enquirer obtient ainsi le texte du discours d'Andrew Jackson sur l'État de l'Union en seulement 27 heures. Il s'agit cependant d'un "coup" ponctuel, les Pony Express (courrier) faisant surtout leur apparition à partir de 1833.

### Changement d'orientation politique
Plus tard, indisposé par le populisme excessif d'Andrew Jackson, le Courier and Enquirer se rapproche d'Henry Clay. Bien qu'originaire du Kentucky, ce dernier prend la défense du secteur bancaire en pleine croissance à New York, mais attaqué par les partisans d'Andrew Jackson, en particulier lors de la Specie Circular qui mène à la Panique de 1837.
Cette évolution est accélérée par l'engagement du quotidien rival, le New York Evening Post, de l'écrivain William Leggett, en faveur de Martin Van Buren, lieutenant d'Andrew Jackson. En 1832, James Gordon Bennett senior marque son désaccord avec cette évolution et quitte le Courier and Enquirer, pour créer en mai 1835 son propre quotidien, le New York Herald.
Lors du congrès démocrate de 1837-1838, le Courier and Enquirer est dénoncé avec une violence telle que William J. Graves, ami de Henry Clay, défie en duel le représentant démocrate du Maine, Jonathan Cilley et le tue.

### Déclin
Les éditoriaux trop partisans, tout comme son engagement en faveur de l'esclavage, vont cependant affaiblir le Courier and Enquirer, qui est concurrencé par le New-York Tribune d'Horace Greeley, tandis que se crée un « nouveau » parti républicain.
En 1861, Abraham Lincoln est élu président et il nomme James Watson Webb ambassadeur au Brésil, Ce dernier fusionne alors le Courier and Enquirer avec le New York World, un journal démocrate.
| Journal        | The Sun | New York Herald | New-York Tribune | The Express | Courier and Enquirer | Journal of Commerce |
| Tirage en 1850 | 55 000  | 32 640          | 19 480           | 10 700      | 5 200                | 4 800               |